# Hyvinkään Tahko
Hyvinkään Tahko (Tahko) är en bobollklubb från Hyvinge, Finland. Klubben grundades i 1915.
Klubbens herrlag spelar i Superpesis och har vunnit fyra FM-guld (senast 2007).